# R. Ramachandran
R. Ramachandran (Thrissur, Regne de Cochin, Raj Britànic, 1923–Calicut, Kerala, Índia, 2005) fou un poeta en llengua malaiàlam de l'estat de Kerala, al sud de l'Índia. Doctor en literatura, ensenyà malaiàlam en una escola cristiana de Calicut des del 1948 fins que es retirà, el 1978. Com a intel·lectual, es movia igualment en les llengües sànscrita, anglesa i malaiàlam. Tot i no haver estat un poeta gaire prolífic, Ramachandran tingué un gran impacte en la poesia en llengua malaiàlam. L'antologia dels seus poemes fou premiada el 2000 per l'Acadèmia índia (Sahitya) i el 2003 per l'Acadèmia de Kerala.